# SU Sintrense
El SU Sintrense es un equipo de fútbol de Portugal que milita en el Campeonato Nacional de Seniores, la tercera liga de fútbol más importante del país.

## Historia
Fue fundado el 7 de octubre del año 1911 en la ciudad de Sintra, del distrito de Lisboa y es más conocido por la producción de jugadores que por sus logros como equipo de fútbol. Es uno de los clubes deportivos más importantes de la ciudad de Sintra como el Hockey Clube de Sintra, el Atlético de Queluz y la Sociedade União 1º de Dezembro de S. Pedro de Sintra.
En honor a su 58.º aniversario, el 8 de octubre de 1969 el club fue nombrado Miembro Honorario de la Ordem da Instrução Pública.

## Estadio
El club juega sus partidos de local en el Estádio do Sport União Sintrense en Sintra, con capacidad para 2.800 espectadores.